# گوگ‌تپه (ترکمنستان)
گؤگ‌تپه یا گؤگ‌دفه (به ترکمنی: Gökdepe، گؤک‌دپه)، نام محلی است در ترکمنستان در ۲۸ مایلی شمال غربی شهر عشق آباد.

## تاریخچه
بااتحاد قبایل ترکمن و تجمع ۴۰۰۰۰ نفر در قلعه گؤگ دفه، سپاه روس به فرماندهی میخائیل دیمیترویچ اسکوبولو معروف به گؤزی قانلی(خونین‌چشم- سرخ‌چشم) با ۶۰۰۰ نیرو به این قلعه هجوم برد و در دسامبر ۱۸۸۰ نبردی سخت بین ترکمنها و روسها به مدت بیست‌وسه روز اتفاق افتاد که به کشته شدن ۸۰۰۰ ترکمن نظامی و۶۵۰۰ غیرنظامی ترکمن توسط توپخانه منجر گردید. در خاتمه باوجود رشادت جنگویان ترکمن به علت برتری نظامی سپاه روس با دارا بودن توپخانه مجهز و اسلحه پیشرفته‌تر و ترفند فرمانده روس در منفجر کردن دیوار قلعه با حفر تونل، ترکمنها شکست خوردند و به بیابان گریختند که در تعقیب و گریز نیز تعداد بسیاری ترکمن کشته شد.